# Gotfrid II. Lotarinški
Gotfrid II. Spodnje Lorenski (Lotarinški) Bradati (okoli 1010 – Verdun, 24. december 1069 ) je bil najstarejši sin Gozela I. Verdunskega, vojvode Lotarinškega.

## Zgodovina
Pod očetom je bil grof Verdunski. Leta 1044 je njegov oče umrl in Gotfrid je bil  imenovan za vojvodo (le) Zgornje Lorene (Lotaringije). Cesarju Henriku III. se ni zdelo priporočljivo dati Gotfridu oblast nad celotno Loreno, zato je Spodnjo Loreno obljubil Gotfridovem  slaboumnemu bratu Gozelu II. Spodnje Lorenskemu. Leta 1044/1045 je Gotfrid poskušal opustošiti Spodnjo Loreno, a mu ni uspelo. Bil je zaprt v Giebichensteinu. Kasneje je obnovil prisego zvestobe in dal sicer neznanega sina za talca. Ko umre v ujetništvu, Gotfrid spet prime v roke orožje.
Tokrat sta ga podprla Baldvin V. Flandrijski in Dirk IV. Holandski. Leta 1047 je cesar upornemu Gotfridu  odvzel kraljeve fevde. Verdun je podelil lokalnemu škofu, nakar je Gotfrid mesto uničil. Dve leti pozneje je Gotfrid ubil plemiča, ki je dobil njegov fevd Adalberta Lotarinškega, a njegov poskus osvojitve regije Moselle ni uspel. Papež Leon IX. iz Zgornje Lorene je leta 1049 uspel posredovati pri miru in Gotfrid se je zavezal, da bo obnovil katedralo v Verdunu.
Leta 1053 se je Gotfrid ponovno poročil z Beatriso Toskansko, vdovo toskanskega mejnega grofa Bonifacija III. V odgovor je Henrik III. ujel Beatriso in njenega sina. Gotfrid je nato prevzel upravo Toskane in velikih posesti svoje žene v Padski nižini in Emiliji-Romanji.
Leta 1054 se je Baldvin Flandrijski znova uprl cesarju Henriku III., vendar je bil zaradi Gotfridove zadržanosti poražen v Tournaiju. Leta 1055 naj bi Baldvin oblegal Antwerpen, vendar je bila lorenska premoč prevelika.
Leta 1056 (po smrti Henrika III.) je Baldvin sklenil mir s cesarstvom. Baldvin je kasneje pridobil obsežna območja v Spodnji Loreni: okoli leta 1062/1063 je dobil marko Ename kot fevd. Gotfrid je pridobil grofiji Pisa in Ancona ter postal cesarski guverner v Italiji .
Leta 1057 je bil Gotfrid sprva cesarjev zaveznik, kasneje pa izgnan v Toskano. Njegov brat je bil zdaj imenovan za papeža (papež Štefan IX. (X.) ) in skupaj sta prevladovala v politiki severne in srednje Italije. Kot fevd od brata je prejel vojvodino Spoleto. Papež Štefan je umrl leta 1058 in Gotfrid je podprl za njegovega naslednika, papeža Nikolaja II., proti protipapežu Benediktu X., ki so ga vojaki izgnali iz lateranske palače. Gotfrid je posredoval v spopadu med plemstvom Sardinije in mestom Pisa ter uspel premagati vojsko italijanskih Normanov, ki so se odpravili proti Rimu.
Po smrti cesarja Henrika III. leta 1056 se je Gotfrid vrnil v Loreno (Lotaringijo). Leta 1062 se je pridružil ugrabitvi mladoletnega kralja Henrika IV. Ta ugrabitev je bila del grabljenja oblasti s strani vladarjev cesarstva proti pokvarjeni vladavini Henrikove matere Neže iz Poitouja (1024-1077) kot regentke. Neža se je po tem incidentu odrekla položaju regentke.
Po smrti Friderika Luksemburškega leta 1065 je bil Gotfrid imenovan za vojvodo Spodnje Lorene. Leta 1066 je bil vodja frakcije, ki je odstavila bremenskega škofa Adalberta kot soskrbnika Henrika IV. Gotfrid se je leta 1069 zaradi slabega zdravja umaknil v Verdun in tam istega leta umrl. Pokopan je bil v stolnici Notre-Dame v Verdunu.

## Poroka in otroci
Gotfrid se je poročil dvakrat. Iz njegovega prvega zakona z Odo (Godo) 'iz Munsterbilzena', pokopano v opatiji Munsterbilzen), so se rodili:
- verjetno hči Judita, ki bi se poročila z Manasejem III. iz Rethela
- Gotfrid III. 'Grbavi' (1045-1076), poročen z Matildo Toskansko
- neznani sin, talec na dvoru Henrika III.
- Ida Spodnje Lorenska (1032-1113), ki se je poročila z Evstatijem II. Boulonjskim
  - med drugim starš Gotfrid Bouillonskega
- Wiltrudis, poročena z Adalbert iz Calwa
  - starš Gotfrida iz Calwa

Njegov drugi zakon z Beatriso Toskansko je ostal brez otrok.